# Caubeyres
 Caubeyres  es una población y comuna francesa, en la región de Aquitania, departamento de Lot y Garona, en el distrito de Nérac y cantón de Damazan.

## Demografía
| 189 | 178 | 144 | 117 | 102 | 135 |
| Para los censos de 1962 a 1999 la población legal corresponde a la población sin duplicidades (Fuente: INSEE [Consultar]) |     |     |     |     |     |